# Андроник Комнин (сын Алексея I)
Андроник Комнин Порфирогенит (греч. Ανδρόνικος Κομνηνός; 18 сентября 1091, Константинополь — 1130-е или 1130, Анатолия или Малая Азия) — севастократор, четвёртый ребёнок и второй сын византийского императора Алексея I Комнина и Ирины Дукини.

## Жизнь
Поскольку Андроник был рождён уже когда его отец Алексей правил Византией, то его называли Порфирогенитом — «Багрянородным».
Вместе с матерью Ириной Дукиней и сестрой Анной выступал против того, что его старший брат Иоанн был соправителем их отца. Они желали видеть на этом месте мужа Анны Никифора Вриенния. Алексей не хотел ссориться с ними и в 1111 году даровал Никифору титул цезаря.
Андроник умер в Малой Азии. Императрица Ирина и Никифор Вриенний сопровождали его тело от азиатского побережья в Константинополь.

## Семья
Севастократор Андроник Комнин был женат по крайней мере в два раза. Его первой женой была Ирина, дочь перемышльского князя Володаря Ростиславича. Брак состоялся в Константинополе 20 июля 1104 года. Севастократорисса Ирина умерла около 1110 года. Его вторую жену, возможно, звали Анна.
Андроник Комнин имел четверых детей:
- Алексей (ум. ок. 1120) — предполагается, что это сын от первого брака;
- Мария (ум. 3 февраля, год неизвестен);
- Анна (ум. 22 июля, год неизвестен);
- Иоанн Дука Комнин (ум. не ранее 1166), протосеваст.